# Mateus (prenome)
Mateus é um nome do idioma português. É derivado do nome hebraico "מתתיהו" (Matityahu), que significa  "presente de Jeová". Na ortografia arcaica do português este nome já se escreveu Matheus, Matheos etc. Significado da razão 

## Etimologia
O nome hebraico " מַתִּתְיָהוּ  "(Matityahu) foi transliterado para o grego para" Ματταθίας "(Mattathias). Foi posteriormente encurtado para o grego "Ματθαῖος" (Matthaios); foi latinizado como Matthaeus, que se tornou Mateus em português. A popularidade do nome deve-se a Mateus, o Apóstolo, que, na tradição cristã, é um dos doze apóstolos de Jesus e o autor do Evangelho de Mateus.
Maiú e Maidiú são formas irlandesas do nome Mateus e foram trazidas para a Irlanda pelos anglo-normandos. Maitiú e Matha são as variantes irlandesas mais comuns do nome. Às vezes, o nome também é usado como uma anglicização do nome irlandês Mathúin, que significa urso .

## Popularidade
O nome Matthew tornou-se popular durante a Idade Média no noroeste da Europa e tem sido muito comum em todo o mundo de língua inglesa e latina.
No Brasil, o nome Mateus ou Matheus é extremamente popular,  ficando na posição numero 101 dos nomes mais usados no Brasil.